# تفايزليرهايده
تفايزليرهايده (بالفريزية الغربية:  Twizelerheide)‏هي قرية ببلدية أختكارسبيلن بمقاطعة فرايزلاند، هولندا.